# Pierre (curopalate)
Pour les articles homonymes, voir Pierre.
Pierre (Petrus) (mort en novembre 602) est le frère de l'empereur Maurice et un personnage important durant son règne, qui s'étend de 582 à 602. Il a notamment la dignité de curopalate.

## Biographie

Carte des Balkans au VI.

Pierre est le fils de Paulus (Paul), un haut dignitaire byzantin, qui dirige notamment le Sénat byzantin. Il naît probablement en Cappadoce, comme son frère Maurice. Sous Tibère II, il accompagne Maurice voir Théodore de Sykéon, personnage religieux éminent de son temps. 
Quand son frère arrive au pouvoir, il reçoit les propriétés de Marcellus, le frère de l'ancien empereur Justin II mais n'occupe pas de fonctions connues avant 593. A cette date, il succède à Priscus comme magister militum pour la Thrace. Priscus vient alors de désobéir à un ordre impérial d'hiverner au nord du Danube et Maurice désire reprendre la main sur l'armée des Balkans, alors engagée dans une lutte âpre pour raffermir la souveraineté impériale sur la péninsule, face aux Avars et aux Slaves. Il ne rejoint effectivement son armée qu'au printemps 594 à Odessus. Il rejoint ensuite Marcianopolis et conduit ses hommes au-delà du Danube. Il est alors vaincu par les Slaves et Priscus est rappelé pour le remplacer. 
Une source syriaque affirme qu'il a été magister militum pour l'Orient mais il est difficile de savoir quand, peut-être entre 595 et 600.
Il redevient magister militum dans les Balkans en 601, alors que Priscus vient de remporter plusieurs victoires notables contre les Avars. Il passe l'été à Palastolum avec son armée avant de se déplacer à Dardania pour barrer la route aux Avars. Au cours de l'été 602, il reçoit l'ordre de son frère de revenir sur le Danube pour prévenir une offensive des Avars. Il fait passer son armée au nord du fleuve et, dans le courant de l'automne, lui ordonne d'hiverner dans la région. Rapidement, la grogne commence à monter parmi les soldats, à l'idée de passer l'hiver dans un territoire hostile. Déjà, en 593, Priscus avait refusé mais Pierre insiste, d'autant que son frère confirme l'ordre de demeurer au nord du fleuve. En outre, il demande aux hommes de vivre sur le pays, attestant des difficultés de l'Empire à assurer le ravitaillement de ses armées. La réaction ne se fait pas attendre, d'autant qu'à la différence de Priscus, Pierre refuse obstinément de remettre en question les ordres impériaux. Les protestations virent à la rébellion et un centurion du nom de Phocas en prend la tête. Pierre s'enfuit pour Constantinople prévenir son frère, qui est lui-même confronté à la colère grandissante de la population. Rapidement, le pouvoir de Maurice s'effondre et l'empereur et sa famille doivent fuir, tandis que Phocas pénètre dans la cité impériale courant novembre et s'empare du trône. Il capture Maurice et sa famille, qu'il fait exécuter, aux côtés d'autres dignitaires du régime déchu. Pierre fait partie des victimes et est exécuté à la fin novembre.
Il lui est attribué la construction d'une église à Constantinople, dédiée à la Théotokos.